# Louis-Henri Obin
Louis-Henry Obin, né le 4 août 1820 à Ascq et mort le 9 novembre 1895 à Paris 2e, est un chanteur lyrique français.
Basse, il a créé certains des plus beaux rôles de grand opéra à l'Opéra de Paris, comme celui du roi Philippe II dans Don Carlos de Verdi.

## Biographie
Obin étudie étudie d'abord au Conservatoire de Lille et entre au Conservatoire de Paris, le 10 mai 1842, dans la classe d'Antoine Ponchard. Bien qu'il n'eût pas été nommé aux examens de fin d'année, il entre à l'Opéra de Paris, où il débute le 4 octobre 1844, par le rôle de Brabantio dans Otello. Peu de temps après, il quitte Paris, pour aller poursuivre son éducation théâtrale en province, à Marseille entre autres, où il remporte de grands succès. La direction de l'Opéra le rappelle en 1850 pour lui confier la création d'un rôle important dans L'Enfant prodigue d’Auber. Il continue à l'Opéra de Paris sa carrière de basse, dans de nombreux opéras, jusqu'à ce qu'il se retire de la scène en 1869. 
Obin reprend ou crée les rôles de son emploi de basse chantante, Procida dans Les vêpres siciliennes, en 1855 ; dans la Favorite, les Huguenots, la Juive, création de Brahma dans L'Africaine de Giacomo Meyerbeer, en 1865, dans Herculanum, création dans une évocation de Philippe II dans Don Carlos,  en 1867 dans Moïse et Pharaon, Sémiramis, Guillaume Tell, le Comte Ory, Don Juan, Pierre de Médicis, le Dieu et la Bayadère, Pantagruel, écrit spécialement pour lui. Les nombreux rôles qu'il a créés sont parmi les plus importantes parties de basse dans l'opéra.
Les succès qu'il obtient à l'Opéra, font qu'il est choisie pour prendre part aux exécutions musicales données au Palais des Tuileries pour L'Impératrice Eugénie. Ces concerts réunissaient les noms des plus grands artistes de l'Académie impériale de musique et du Théâtre-Italien,.
En 1869, il demande la liquidation de sa pension de retraite. Il y rentre en 1871, mais n'y demeure pas. Trois ou quatre ans plus tard, on le revoit, à l'Opéra-Comique, où il chante le rôle du chevrier, dans le Val d'Andorre.
Après sa retraite de la scène en 1869, Obin enseigne le chant au Conservatoire de Paris, où il succède à Levasseur, comme professeur titulaire de la classe d'opéra. Il apporte dans ces nouvelles fonctions la fougue et la conviction qu'il avait montrées comme artiste, et ses boutades de caractère sont demeurées légendaires à l'école du faubourg Poissonnière, ainsi que son indépendance. Le récitatif devient important. Il doit être phrasé, conduit, chanté avec toute l'émotion lyrique ou dramatique nécessaire. Il suit ses élèves, les encourage, relève leurs défaillances ; on lui a reproché de parler parfois à ses élèves une langue un peu trop énergique. Il les prépare à subir la redoutable épreuve de classement. Et quand par hasard le jury ne décerne pas à l'un de ses élèves la récompense que lui, Obin, croit méritée, il ne cherche pas à dissimuler son mécontentement.        
Il abandonne l'école pendant deux ans et est rappelé en 1877. Il prend sa retraite du conservatoire en 1889.
Mort des suites d'une affection cancéreuse de l'estomac qui le minait lentement, il repose au cimetière de Montmartre, près de la tombe de son ami, le baryton Marc Bonnehée. Il a fait exécuter son monument funéraire dans le goût égyptien, en souvenir du Moïse qu'il avait si magistralement interprété.